# Hernádszentandrás
Hernádszentandrás ist eine ungarische Gemeinde im Kreis Encs im Komitat Borsod-Abaúj-Zemplén.

## Geografische Lage
Hernádszentandrás liegt in Nordungarn, 31 Kilometer nordöstlich des Komitatssitzes Miskolc, 5 Kilometer südwestlich der Kreisstadt Encs und gut einen Kilometer vom linken Ufer des Flusses Hernád entfernt. Nachbargemeinden sind Ináncs und Pere.

## Sehenswürdigkeiten
- László-Szendrey-Denkmal, erschaffen von István Borsos
- Reformierte Kirche, erbaut 1792

## Verkehr
Durch Hernádszentandrás verläuft die Landstraße Nr. 3704. Es bestehen Busverbindungen über Pere nach Hernádbűd sowie nach Inancs, wo sich der nächstgelegene Bahnhof befindet.